# El lobo y el león
«El lobo y el león» es el quinto episodio de la serie de televisión de fantasía medieval Juego de tronos, de la cadena HBO. Tiene una duración de 55 minutos y se transmitió por primera vez el 15 de mayo de 2011. Fue escrito por David Benioff y D. B. Weiss, y dirigido por Brian Kirk.
Parte de la trama tiene lugar en Desembarco del Rey y se centra en las investigaciones llevadas a cabo por Lord Eddard Stark sobre la muerte de Jon Arryn, la anterior Mano del Rey. Poco después de que concluya el Torneo de la Mano, se desata una serie de sucesos que reflejan la ambición de poder de distintas facciones. Asimismo, el rey se entera del embarazo de Daenerys Targaryen y teme que en un futuro cercano los dothraki liderados por su esposo, Khal Drogo, atraviesen el Mar Angosto e invadan Desembarco del Rey. Para evitarlo, Robert ordena a Eddard el asesinato de Daenerys, de su hijo nonato y de Viserys, para acabar así con la dinastía Targaryen, a lo cual este se opone por cuestiones morales y renuncia a su cargo como Mano del Rey. La situación se torna aún más delicada cuando se descubre que Tyrion Lannister ha sido capturado por Catelyn Stark para ser enjuiciado por su presunto vínculo con la caída de su hijo Bran y su posterior intento de asesinato.
A partir de este episodio, el programa asume un tono narrativo más rápido y la acción se incrementa conforme el final de la temporada va acercándose. A pesar de que es un tema de discusión en Desembarco del Rey, ni Daenerys, Viserys o Ser Jorah aparecen en este episodio, al igual que Jon Nieve o Robb Stark. Los actores que interpretan dichos personajes, Emilia Clarke, Iain Glen, Harry Lloyd, Richard Madden y Kit Harington, no aparecen en los créditos iniciales.

## Argumento

### En el Valle
Lady Catelyn Stark (Michelle Fairley) dirige su comitiva hacia las Montañas de la Luna para llegar al Valle de Arryn con Tyrion Lannister (Peter Dinklage) como prisionero. En el camino son atacados por salvajes y, durante la pelea, Tyrion salva a Catelyn al matar a uno de ellos. Tras sobrevivir al ataque, la comitiva llega a Nido de Águilas, ahora gobernado por Robin Arryn (Lino Facioli), un niño de ocho años que aún se alimenta con leche materna, y regentado por su madre Lysa (Kate Dickie), viuda de Lord Jon Arryn y hermana de Catelyn. Sin embargo, cuando finalmente Catelyn se reúne con ella tras cinco años sin verla, se encuentra con una Lysa mentalmente inestable y asustada por el poder de los Lannister. Tyrion es consignado, contra la voluntad de Catelyn, en el calabozo de Nido de Águilas, cuyas celdas se caracterizan porque están en la cima de una montaña y no tienen pared ofreciendo una vista panorámica de las regiones aledañas a la montaña. Lysa desea juzgar a Tyrion por fungir como cómplice en la muerte de su esposo.

### En el Norte
En Invernalia, Theon (Alfie Allen), heredero de las Islas de Hierro y ahora un rehén y pupilo de la casa Stark, no obtiene el respeto ni siquiera de una prostituta; Ros (su prostituta favorita) lo compara desfavorablemente con Tyrion, diciendo que este último es más rico y mejor amante que él. Asimismo se burla de su condición en la casa Stark. Bran (Isaac Hempstead-Wright) se siente deprimido por su parálisis y el hecho de que su madre lo haya dejado mientras él estaba en coma. Para animarlo, el maestre Luwin decide enseñarle el arte dothraki del lanzamiento de flechas a caballo.

### En Desembarco del Rey
Luego de que Eddard Stark (Sean Bean) convence al rey Robert (Mark Addy) de no tomar parte en el Torneo de la Mano, la multitud observa una justa entre Ser Gregor Clegane y Ser Loras Tyrell («caballero de las flores»). Tyrell gana la pelea con trampas y Clegane no asume bien su derrota e intenta matar a Tyrell. Entonces aparece Sandor «el Perro» para rescatar a Loras, defendiéndolo de su hermano hasta que Robert ordena detener la pelea. Agradecido por rescatarlo, Loras nombra a Sandor campeón del torneo y es aplaudido por la multitud.
Poco después, Ned conversa con Varys (Conleth Hill), quien revela que Jon Arryn fue asesinado por preguntar cosas que no debía y murió envenenado con «lágrimas de Lys», sugiriendo que el exescudero de Arryn (y asesinado en el Torneo de la Mano) Ser Hugh del Valle, fue el responsable de su muerte. Mientras tanto, Arya (Maisie Williams) continúa su entrenamiento al perseguir a un gato a través de la Fortaleza Roja, y escucha sin querer una conversación secreta entre Varys y el magíster Illyrio (Roger Allam) la cual devela que planean sumergir a los siete reinos en el caos para así permitir la invasión dothraki. Sin embargo, llegan a Desembarco del Rey la noticia de que Daenerys Targaryen está embarazada, lo cual hace que agilicen sus planes. Illyrio sugiere que asesinar a la nueva Mano (Eddard) les podría dar algo de tiempo a su favor. Arya intenta advertir a su padre, pero es incapaz de identificar a los dos conspiradores, luego es interrumpida por la llegada de Yoren (Francis Magee), quien le informa a Ned del secuestro de Tyrion por parte de su esposa. Mientras tanto, Varys confronta a Meñique (Aidan Gillen) al preguntarle sobre sus actividades ilícitas en sus burdeles, sin embargo Meñique le dice que él sabe de su conversación secreta con Illyrio.
Las noticias del embarazo de Daenerys llegan al consejo del rey a través de un espía de Varys, Ser Jorah Mormont. Temiendo una posible invasión de la alianza Targaryen/dothraki, Robert ordena el asesinato de Daenerys, de su hijo aún sin nacer y de Viserys. No obstante, Ned se rehúsa a llevar a cabo esta asignación calificándolo como un acto deshonroso, por lo cual renuncia al cargo de Mano del Rey. Antes de abandonar la capital, Meñique le ofrece llevarlo con la última persona con la que Arryn habló antes de su muerte, una prostituta llamada Mhaegan (Antonia Christopher). Ésta tiene una hija pequeña que es otra de las hijas ilegítimas de Robert, al igual que el aprendiz del herrero. Meñique revela que Arryn había estado buscando a los hijos ilegítimos de Robert por alguna razón desconocida. Justo cuando Ned y sus guardias se preparan para partir son rodeados por Jaime Lannister (Nikolaj Coster-Waldau) y sus hombres, quienes buscan respuestas sobre el arresto de Tyrion. Ned miente para proteger a su esposa y menciona que él ordenó el arresto de Tyrion, lo cual provoca una pelea entre él y los hombres de Jaime. Al final, ambos lados sufren bajas considerables pero todos los guardias de Ned han sido asesinados, incluyendo su capitán Jory Cassel (Jamie Sives). Poco después, Ned es herido en una pierna con la lanza de un hombre de Jaime. Este último decide dejar con vida a Ned, pero le advierte de que quiere a su hermano de vuelta.

## Producción

### Guion
El episodio fue escrito por David Benioff y D.B. Weiss, con base al libro original redactado por George R. R. Martin. Incorpora la trama de los capítulos 31-36 de la novela (Eddard VII, Tyrion III, Arya IV, Eddard VIII, Catelyn V, Eddard IX).
Al igual que sus predecesores, se incluyeron nuevas escenas para desarrollar algunos de los personajes que en el material original apenas son mencionados. Así, surgió el segmento de la confrontación entre Meñique y Varys y la conversación entre el rey Robert y la reina Cersei, así como la de los amantes Renly y Loras.

### Reparto
Finn Jones hace su primera aparición en la serie como Ser Loras Tyrell, conocido como «el caballero de las flores». El reparto fue uno de los primeros detalles en ser anunciados, siendo luego confirmado en junio de 2010 por el propio George R. R. Martin una vez que la noticia de Jones en el reparto se filtró antes de que siquiera el contrato fuese firmado. Originalmente, Jones iba a interpretar a Jon Nieve en el piloto que no se transmitió.
La nueva locación del Valle y su corte también apareció por primera vez en este episodio: la actriz escocesa Kate Dickie resultó elegida para interpretar a la gobernante de Eyrie, Lysa Arryn. Si bien la actriz no coincide con la descripción física de Lysa en el libro, Martin mencionó que su actuación como tal había sido excelente y por ello había sido elegida. El papel de su hijo (llamado Robin en la serie para evitar confusiones con el rey Robert) recayó en Lino Facioli, mientras que el caballero del Valle Ser Vardis Egen fue interpretado por Brendan McCormack.
La modelo de lencería Emily Diamond fue elegida como una prostituta que seduce a Jory Cassel en su visita al burdel. Diamon inicialmente había sido considerada como una doble para una de las actrices estelares, pero a los productores les agradó mucho su actuación que decidieron darle un papel en la trama. Asimismo, otro actor introducido en este capítulo es Robert Sterne, quien vuelve a asumir su rol de cameo como uno de los miembros de la guardia de la ciudad.

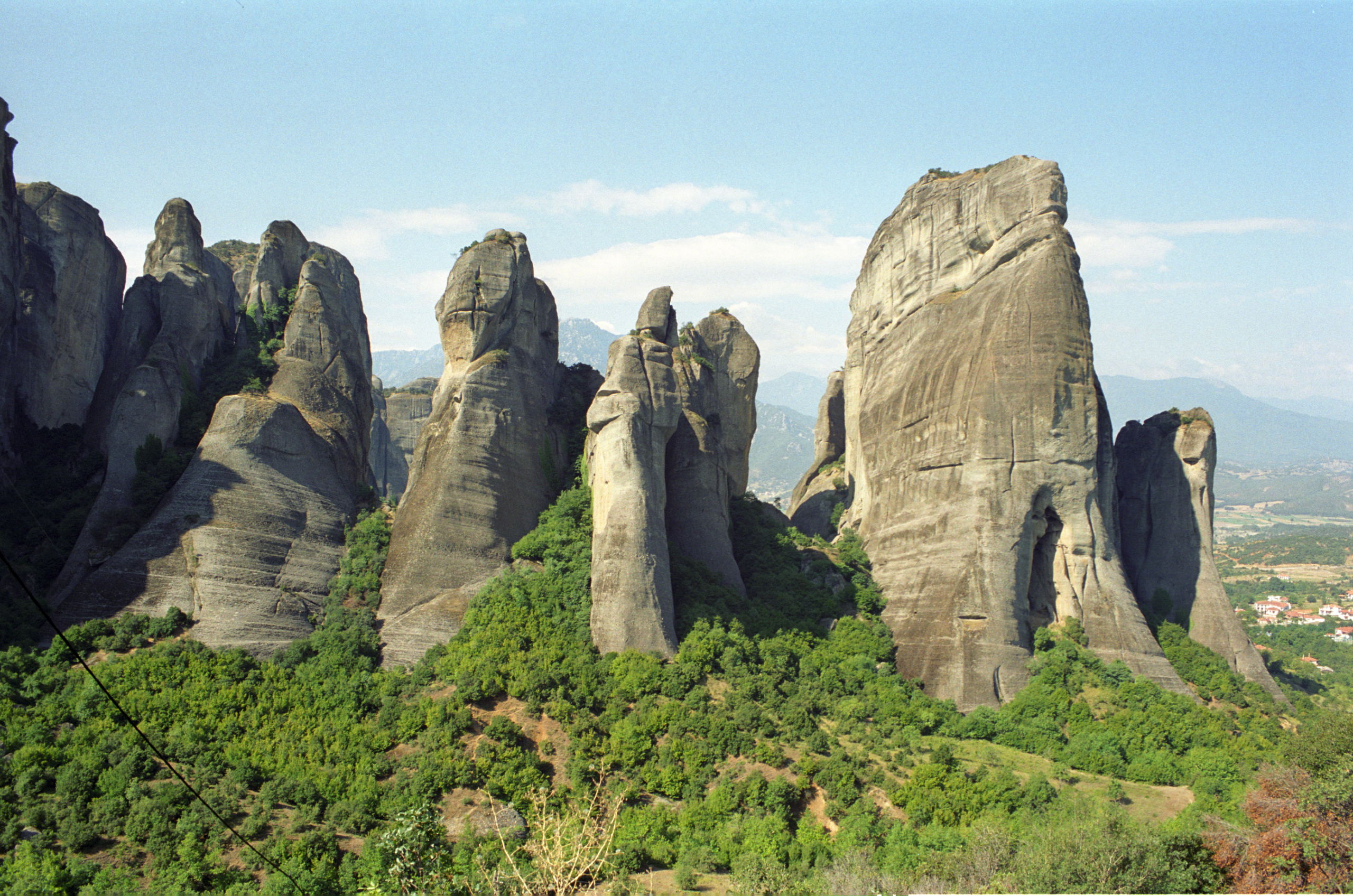
Algunas tomas de Meteora se usaron para las vistas del Valle.

### Localizaciones
Los interiores de «El lobo y el león» se rodaron en el estudio The Paint Hall. Para los calabozos de la fortaleza roja donde Aryas se pierde mientras persigue a un gato se usaron las mazmorras del Fuerte de San Ángel en el pueblo maltés de Birgu.
Para los efectos digitales del Valle de Arryn, tal como se ve en las tomas de Eyrie y desde las celdas en el cielo donde encierran a Tyrion, el equipo de efectos visuales usó imágenes y texturas de las formaciones rocosas griegas de Meteora. Al principio, habían considerado usar la región china de Wulingyuan, pero usar a Meteora fue una mejor opción para la producción debido a cuestiones técnicas.

### Coreografía
El episodio cuenta con más escenas de combate que sus predecesores. El coordinador de este tipo de segmentos, Buster Reeves, diseñó todos los movimientos y le enseñó al reparto principal cómo llevarlos a cabo para que se apreciaran reales en las tomas. Reeves comentó que la escena de la emboscada había sido una de las más difíciles ya que se tenía que mostrar a muchas personas combatiendo en pantalla y debía lucir como algo original y emocionante.